# Xysticus nevadensis
Xysticus nevadensis är en spindelart som först beskrevs av Eugen von Keyserling 1880.  Xysticus nevadensis ingår i släktet Xysticus och familjen krabbspindlar. Inga underarter finns listade i Catalogue of Life.